# A San Francisco
A San Francisco è un film muto italiano del 1915 diretto e interpretato da Gustavo Serena. Il film è tratto dall'omonimo dramma di Salvatore Di Giacomo (1896).